# Ophiomitra
Ophiomitra is een geslacht van slangsterren uit de familie Ophiacanthidae. De wetenschappelijke naam van het geslacht werd in 1869 voorgesteld door Theodore Lyman.

## Soorten
- Ophiomitra dives Koehler, 1922
- Ophiomitra granifera Lütken & Mortensen, 1899
- Ophiomitra hamula Mortensen, 1933
- Ophiomitra integra Koehler, 1897
- Ophiomitra leucorhabdota (H.L. Clark, 1911)
- Ophiomitra matsumotoi Clark, 1916
- Ophiomitra ornata Verrill, 1899
- Ophiomitra partita Lütken & Mortensen, 1899
- Ophiomitra robusta Koehler, 1914
- Ophiomitra spinea Verrill, 1885
- Ophiomitra valida Lyman, 1869